# 乔雷唐格

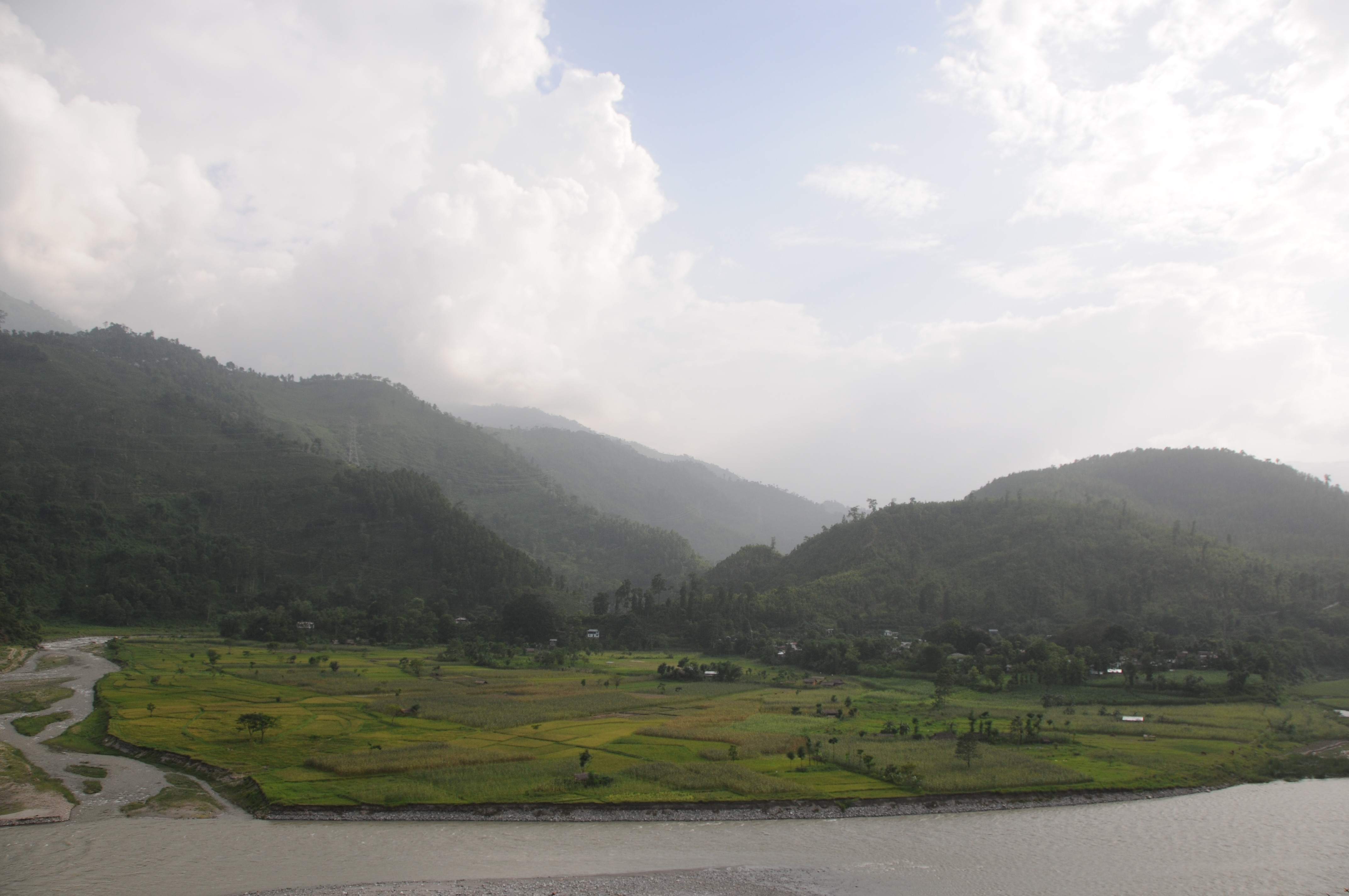
乔雷唐格

乔雷唐格（Jorethang），是印度锡金邦South县的一个城镇。总人口2968（2001年）。

## 人口
该地2001年总人口2968人，其中男性1571人，女性1397人；0—6岁人口289人，其中男160人，女129人；识字率81.20%，其中男性为85.74%，女性为76.09%。